# Mats Werner
Mats Werner (* 1. Juni 1953) ist ein ehemaliger schwedischer Fußballspieler. Der Offensivspieler kam im Laufe seiner Karriere zu sechs Länderspieleinsätzen und erzielte dabei ein Tor.

## Werdegang
Werner kam 1970 zu Hammarby IF, musste aber bis 1971 auf sein Debüt in der Allsvenskan warten. Zunächst blieb er nur Ergänzungsspieler, erst nachdem Jan Holmberg 1972 neuer Trainer geworden war, kam er regelmäßig zum Einsatz. In den folgenden Jahren spielte er an der Seite von Spielern wie Thomas Dennerby, Ulf Eriksson oder Sten-Ove Ramberg. Im Sommer 1976 nominierte Georg Ericson ihn für die schwedische Nationalmannschaft. Seinen ersten Einsatz hatte er am 1. Juni des Jahres beim 2:0-Erfolg über Finnland. Sein einziger Länderspieltreffer gelang ihm beim dritten Länderspiel, einem 6:0 gegen Finnland am 11. August des Jahres: ein Elfmeter in der 59. Spielminute zum zwischenzeitlichen 4:0. Nachdem er innerhalb des Jahres fünf Länderspiele bestritten hatte, wurde er zunächst nicht mehr nominiert. 
1977 erreichte Werner mit seiner Mannschaft das Endspiel des Svenska Cupen. Das Spiel gegen Östers IF endete jedoch durch ein Tor von Anders Linderoth mit einer 0:1-Niederlage. In der Spielzeit 1979 verpflichtete der Klub mit Bengt Gustavsson einen neuen Trainer, der Werner als Stürmer einsetzte, nachdem die bisherige Sturmspitze Billy Ohlsson zu Arminia Bielefeld gewechselt war. Ihm gelangen im Saisonverlauf 14 Tore und somit ergatterte er den Titel des Torschützenkönigs der Allsvenskan. In der Folge kam er am 15. August des Jahres bei der 0:2-Niederlage gegen Norwegen als Einwechselspieler zu einem weiteren Länderspieleinsatz. 
In der folgenden Spielzeit konnte Werner nicht an seinen persönlichen Erfolg anknüpfen, da er aufgrund einer Verletzung nur zu vier Einsätzen, in denen ihm zwei Tore gelangen, in der Liga kam. Nachdem er in der Spielzeit 1981 wieder zu den Stammspielern gehörte, konnte er in der besten Spielzeit des Klubs bis dato, als der Klub hinter IFK Göteborg Vizemeister wurde, wiederum dank einer Verletzung nur eingeschränkt mitwirken. 1984 beendete er nach 251 Ligaspielen für HIF seine Karriere. Damit gehört er zu drei Spielern mit den meisten Ligaeinsätzen für den Klub.